# Haplocheirus
Haplocheirus (Namnet betyder ”Enkel, skicklig hand"), släkte med dinosaurier påträffade i Kina (Gobiöknen). Haplocheirus har beskrivits som en basal medlem i överfamiljen alvarezsauroidea, och tros ha levt i slutet av Juraperioden under Oxfordian-skedet för omkring 160 milj. år sedan. Den betraktas som en viktig pusselbit i frågan om alvarezsauroidernas taxonomi, eftersom den anses bevisa att alvarezsaurierna inte var fåglar (vilket några forskare föreslagit), utan endast dinosaurier nära besläktade med fåglarna. Haplocheirus betraktas också som en felande länk mellan mer typiska coelurosaurier och typiska alvarezsaurier, framför allt i frågan om deras karaktäristiska händer.

## Upptäckt och namn
En forskargrupp ledda av George Washington University gjorde 2003 ett fynd i Shishugou Formation, nuvarande Xinjiang. Fossilet beskrevs dock inte förrän 2010, då det fick namnet Haplocheirus sollers, vilket betyder ”Enkel, skicklig hand". Namnet kommer av att forskarna tänkte att den skulle ha kunnat använda sina framben mer än andra alvarezsaurier, som hade väldigt korta framben med endast ett finger.
Upptäckten av Haplocheirus ses som mycket viktig, eftersom fossil från senare jura som man hoppas skall kunna förklara hur fåglar och dinosaurier utvecklades är sällsynta, även om de finner det svårt att särskilja vilka fossil från denna era som är fåglar och vilka som är dinosaurier. Det har också påpekats att Haplocheirus falsifierar den paleontologiska farfarsparadoxen, det vill säga att alla fågelliknande dinosaurier dateras yngre än Archaeopteryx, den första fågeln. Den beskrivs också som ett slutligt bevis för att klargöra alvarezsauroidernas taxonomi.

## Beskrivning

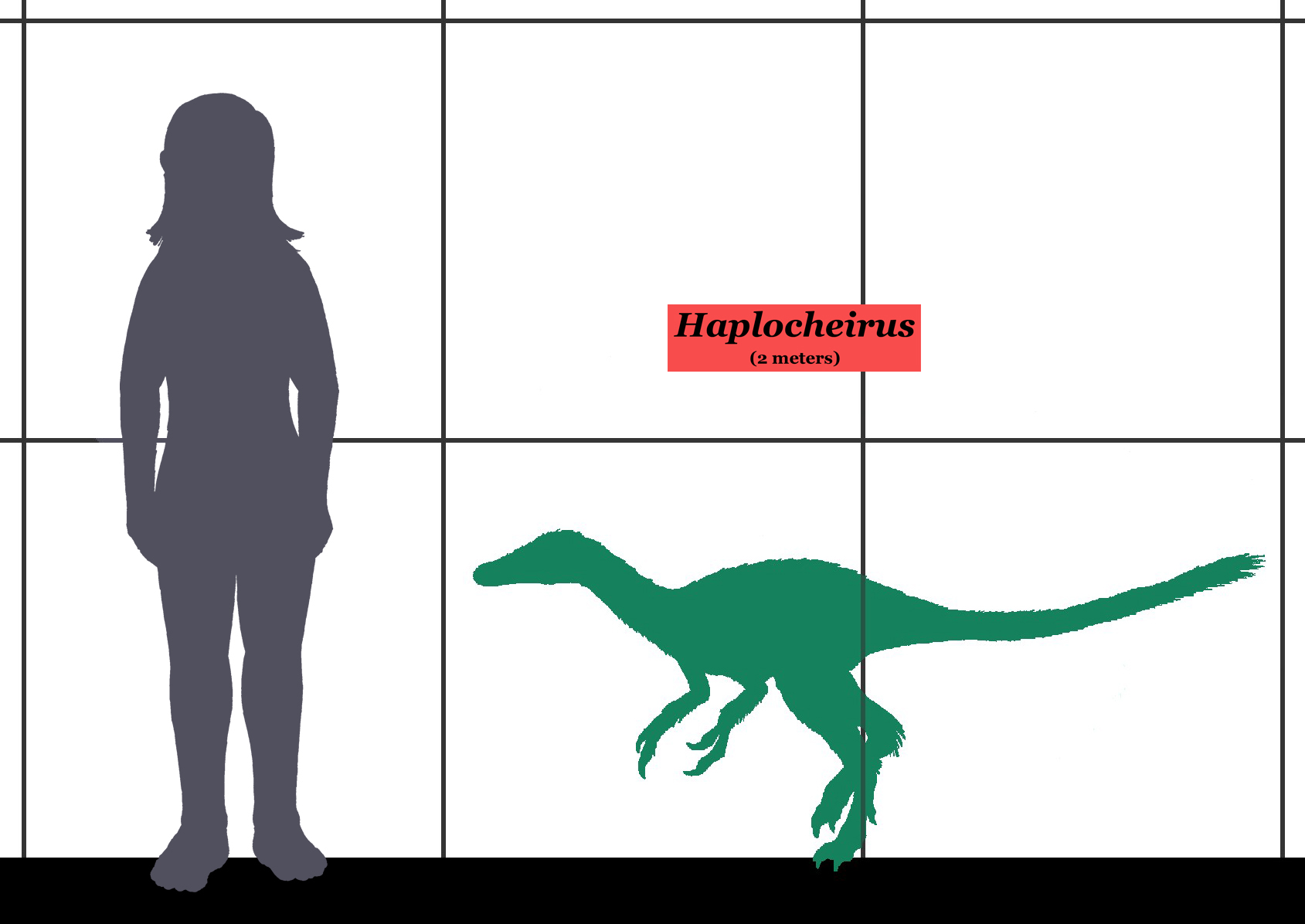
Haplocheirus storlek, jämfört med en människa.

Haplocheirus blev cirka 2 meter lång från nos till svans, och var till uppbyggnaden lik både senare alvarezsaurier och mer typiska coelurosaurier. Som andra theropoder gick den på bakbenen, och balanserade kroppen med svansen. Bakbenen var långa och slutade i fötter med lång metatarsus och fyra tår. Den innersta tån (motsvarande vår stortå) var mycket liten, och nådde inte ner till marken. De långa bakbenen gjorde troligtvis Haplocheirus till ett snabbt djur. Frambenen var kortare än bakbenen, men proportionerligt längre än hos senare alvarezsauroider som Mononykus och Shuvuuia. Andra alvarezsaurier verkar ha haft endast en klo på vardera handen (ibland också ett ytterligare par med förminskade fingrar), medan Haplocheirus hade tre, vilket var vanligt bland theropoder i övrigt. Det innersta fingret var större än de andra två, och alla bar relativt stora, krökta klor. Haplocheirus skalle liknade en fågels till formen. Den hade långsmal nos, och relativt stora ögonhålor, vilket tyder på att ögonen kan ha varit ganska stora, därmed kanske också synsinnet var välutvecklat. Munnen var fylld av små, sågtandade tänder. Det finns inga fossila bevis för att Haplocheirus hade fjädrar. Man har dock funnit att en annan alvarezsauroid, Shuvuuia, kan ha haft det, vilket tyder på att Haplocheirus också kan ha haft fjädrar, men man kan inte veta säkert.

## Taxonomi och fylogeni
Haplocheirus var en theropod, en underordning med dinosaurier som inkluderar de flesta dinosaurier som tros ha varit köttätare, såsom Tyrannosaurus rex, Megalosaurus, Compsognathus och Velociraptor. Den ingick i gruppen coelurosaurier, räknas som en basal medlem inom överfamilj alvarezsauroidea (Choinere et.al 2010), och ses som ett viktigt fossil för att kartlägga deras utveckling.
Innan Haplocheirus upptäcktes trodde en del forskare att alvarezsaurierna var en sorts primitiva fåglar som förlorat flygförmågan, baserat på stora morfologiska likheter i skelettet mellan de båda grupperna (Perle et.al 1993, Norell, Clark & Chiappe 1997), Andra forskare har sett alvarezsaurierna som en grupp utanför gruppen fåglar (Aves) (Pol & Novas, 2002). Dessa forskare betraktade också alvarezsauroiderna som närmast släkt med ornithomimosauria, och räknade dem till kladen ornithomimiformer (Sereno, 2005), men med upptäckten av Haplocheirus har forskarna ändrat uppfattning, och alvarezsaurierna betraktas nu som basala medlemmar av kladen maniraptora., och att de endast delar en gemensam föerfader med fåglar. Detta har också lett till att alla de likheter som finns mellan alvarezsauroidea och fåglar (Aves) nu betraktas som ett resultat av extrem konvergent evolution.